# Meteor (czasopismo)
Meteor – polskie czasopismo literackie ukazujące się w 1928.
Czasopismo związane było z grupą literacką Meteor, wywodzącą się z Łodzi. Czasopismo było jednak wydawane w Warszawie. Ukazały się w sumie trzy numery pisma. W „Meteorze” publikowali m.in. Władysław Bieńkowski, Mila Elin, Stefan Flukowski, Tadeusz Orzelski, Światopełk Karpiński, Roman Kołoniecki, Lucjan Korzeniowski, Jan Ostaszewski, Marian Piechal, Włodzimierz Słobodnik, Kazimierz Sowiński i Grzegorz Timofiejew. Kontynuacją „Meteora” było czasopismo „Prądy” ukazujące się w latach 1931-1932.